# Pians
Pians è un comune austriaco di 821 abitanti nel distretto di Landeck, in Tirolo.